# Forró rágógumi 3. – Szállj le rólam!
A Forró rágógumi 3. – Szállj le rólam! (Shifshuf Naim,   Eis Am Stiel 3 – Liebeleien,  Lemon Popsicle III. – Hot Bubblegum) 1981-es izraeli–német kultuszfilm. A Forró rágógumi sorozat harmadik darabja.

## Szereplők
| Szerep                 | Színész               | Magyar hang     |
| ---------------------- | --------------------- | --------------- |
| Benji / Bentzi         | Yftach Katzur         | Csőre Gábor     |
| Bobby / Momo           | Jonathan Sagall       | Markovics Tamás |
| Huey / Yudale          | Zachi Noy             | Kerekes József  |
| Doris / Sally          | Ariella Rabinovich    | Zsigmond Tamara |
| Nikki                  | Orna Dagan            | Roatis Andrea   |
| Martha / Bracha        | Rachel Steinerl       | Simonyi Piroska |
| Romek, Benji apja      | Menashe Warshavsky    | Forgács Gábor   |
| Sonja, Benji anyja     | Dvora Kedar           | Illyés Mari     |
| Victor / Froggy        | Avi Hadash            | Szokol Péter    |
| Frieda / Trixie        | Sibylle Rauch         | Juhász Judit    |
| Vera néni / Fanny néni | Olga Spondorf         | Várnagy Kati    |
| Fritzi                 | Christiane Schmidtmer | Spilák Klára    |
| Fritzi nővére          |                       | Szabó Éva       |
| Szabó                  | Yehoshua Luff         |                 |
| Ms. Franklin           |                       | Bessenyei Emma  |
| Rosie Peyner           |                       | Némedi Mari     |